# Zwaluwse Haven

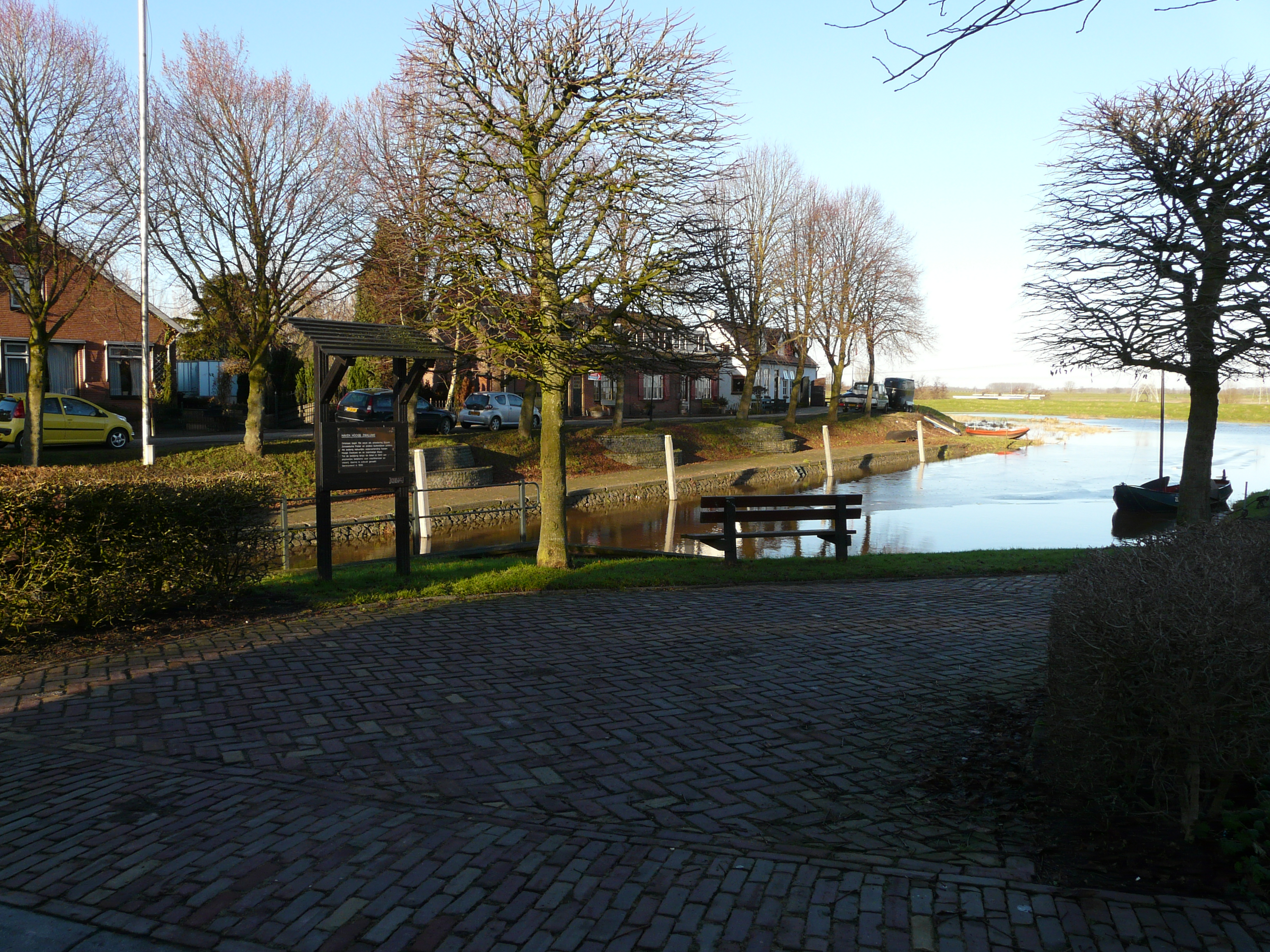

De Zwaluwse Haven is een kreekrestant dat van de kom van Hooge Zwaluwe naar de Amer loopt. Het water is een viertal kilometer lang.
De Zwaluwse Haven ontstond tijdens de Sint-Elisabethsvloed van 1421 en maakte deel uit van een krekengebied dat gelijkenissen vertoonde met de huidige Biesbosch. Aldus had Hooge Zwaluwe een haventje dat een bescheiden rol speelde voor vrachtverkeer en visserij.
In 1954 werd een dijk langs de zuidoever van de Amer aangelegd, waardoor de Zwaluwse Haven een binnenwater werd dat bovendien geen enkele betekenis voor de scheepvaart meer kon hebben. Het waterde nu via een spuisluis op de Amer uit. Via een gemaal wordt ook het overtollige water in het Gat van den Ham op de Zwaluwse Haven uitgeslagen. In de zomer kon ook zoet water van de Amer worden binnengelaten.
De begroeiing langs de Zwaluwse Haven is betrekkelijk afwisselend. Hier broeden kleine karekiet en blauwborst. Er liggen enkele moerasgebiedjes langs en er loopt een fietspad langs de dijk van de Zwaluwse Haven. De oevers van de Zwaluwse Haven zijn echter voor het merendeel beschoeid gezien de vroegere functie ervan, waardoor er nauwelijks oeverplanten te vinden zijn. De bedoeling is om de oevers natuurvriendelijk te maken.
Men streeft ernaar om de Zwaluwse Haven weer in open verbinding met de Amer te brengen. Ook wenst men de getijdewerking, nu 30 cm, te versterken door de Haringvlietsluizen enigszins te openen.
Het schilderachtige haventje van Hooge Zwaluwe, waar nog slechts een paar roeibootjes liggen, werd in 1996 gerenoveerd.

## Externe bron
- Ontwikkelingsrapport gebied Gat van den Ham[dode link]